# سلبوغة بقرية القرون
سلبوغة بقرية القرون (الاسم العلمي: Solpuga bovicornis) هي نوع من العنكبوتيات يتبع جنس السلبوغة من الفصيلة السلبوغية.